# Calligonum setosum
Calligonum setosum är en slideväxtart som först beskrevs av Dmitrij Litvinov, och fick sitt nu gällande namn av Dmitrij Litvinov. Calligonum setosum ingår i släktet Calligonum och familjen slideväxter. Inga underarter finns listade i Catalogue of Life.